# 彭少兵
彭少兵（1962年6月—），中华人民共和国教育部长江学者讲座教授，华中农业大学植物科学技术学院作物生理生态与栽培研究中心主任，长期从事作物高产生理与栽培管理、作物营养生理与养分管理等方面的研究工作。

## 生平
彭少兵先后毕业于华中农学院农学专业、加州大学戴维斯分校、德州理工大学，现任华中农业大学植物科学技术学院作物生理生态与栽培研究中心主任。